# Waldo Evans
Waldo Evans, né en 1869 à Indianapolis en Indiana et mort le 15 avril 1936 à Des Moines en Iowa, est un homme politique américain. Il est gouverneur des Samoa américaines de 1920 à 1922 et gouverneur des îles Vierges des États-Unis de 1927 à 1931.